# Massimiliano Ferraro
Massimiliano Ferraro (né le 6 février 1991 à Naples) est un athlète italien, spécialiste du sprint.
Napolitain de Posillipo, jusqu'en 2012, il pratique le ski alpin et notamment le slalom géant. Il court en 2014 le 100 m en 10 s 34 au meeting de Gavardo.
Le 4 juin 2015 il porte son record sur 100 m à 10 s 36 à Rome. Depuis 2014, c'est traditionnellement le premier relayeur de l'équipe italienne du 4 x 100 m, avec laquelle il monte sur le podium des Championnats d'Europe par équipes de 2014 et de 2015. Le 6 juin 2016, lors des séries du 100 m des Championnats d'Europe, il porte son record personnel à 10 s 26.